# Comwell Kongebrogaarden
|  | Sammenskrivningsforslag Artiklen Comwell Kongebrogaarden er foreslået føjet ind i Comwell. (Siden april 2013) Diskutér forslaget |

Comwell Kongebrogaarden i Middelfart (tidl. Hotel Kongebrogaarden) er et hotel i Comwell-kæden. Det åbnede under Comwell-navnet 1. marts 2011 efter en konkurs 22. december 2010. Hotellet ejes af AP Pension.
Hotellet ligger ned til Lillebælt og op ad Den gamle Lillebæltsbro. Hotellet har 18 suiter og 44 dobbeltværelser, to restauranter: Kongebroen og en gourmet a la carte restaurant.

## Kongebrogaardens historie
Kongebrogaarden er tegnet af arkitekt MAA Søren Juel og bygget i 1990. I 1994 og 1998 blev hotellet udvidet. Først med en sal til konference og fest og dernæst med 14 suiter på 2. sal
Stedet har en lang historie som overfartssted for kongen og hans følge, så gæstgiveri, skovridergård og  sommerrestaurant.
| Årstal | Overskriftstekst                                 |
| ------ | ------------------------------------------------ |
| 1584   | Overfartssted for kongen                         |
| 1812   | Gæstgiveri                                       |
| 1864   | Det gamle KongebroGaarden brændte                |
| 1865   | KongebroGaarden blev genopført som skovridergård |
| 1922   | Drives som sommerrestaurant                      |
| 1943   | Tysk besat                                       |
| 1945   | Genåbnet efter mange års forfald. Udflugtssted   |
| 1989   | Brændte ned til grunden (vagabond med cigaret)   |
| 1990   | Det nye Hotel Kongebrogaarden                    |
| 2010   | Kongebrogaarden begærs konkurs                   |
| 2011   | Comwell overtager efter konkurs                  |

## Eksterne links
- Comwell Kongebrogaarden's hjemmeside Arkiveret 26. juli 2011 hos  Wayback Machine

55°30′43.04″N 9°42′36.33″Ø / 55.5119556°N 9.7100917°Ø